# 2002년 동계 올림픽 노르딕복합

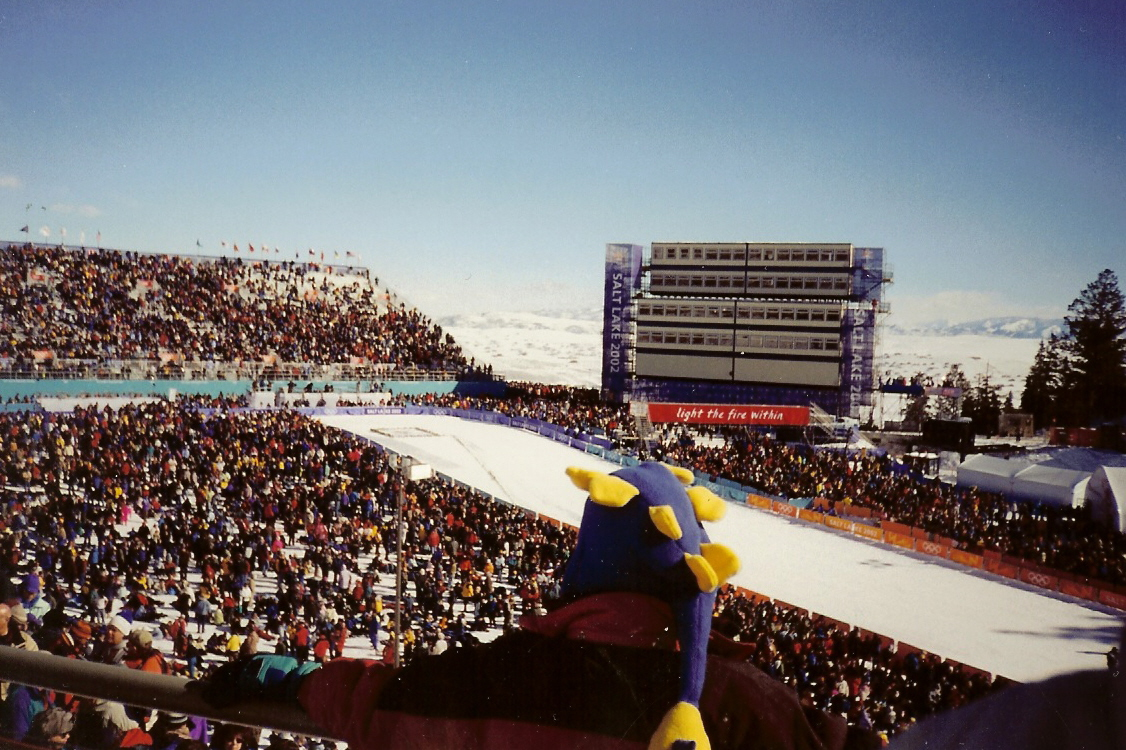

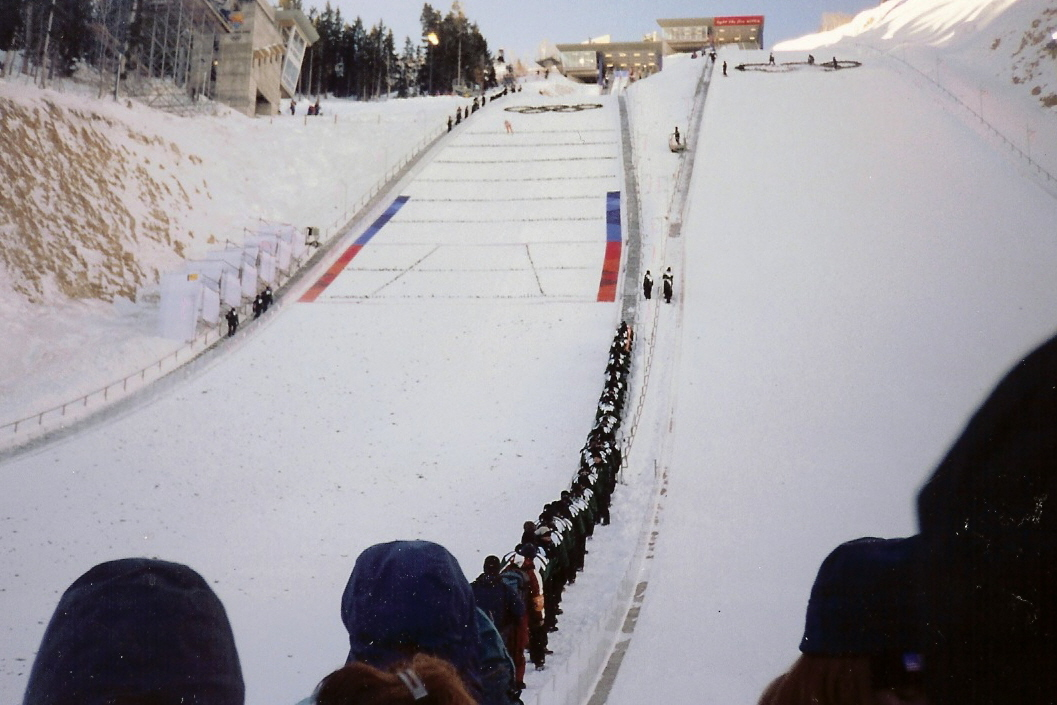

2002년 동계 올림픽 노르딕복합 경기는 2002년 2월 9일부터 22일까지 3개의 종목으로 치러졌다. 이 대회는 개인전에서 2개의 종목으로 치르는 최초의 동계 올림픽이었다.

## 메달 집계
| 순위 | 국가             | 금메달 | 은메달 | 동메달 | 합계 |
| ---- | ---------------- | ------ | ------ | ------ | ---- |
| 1    | 핀란드 (FIN)     | 3      | 1      | 0      | 4    |
| 2    | 독일 (GER)       | 0      | 2      | 0      | 2    |
| 3    | 오스트리아 (AUT) | 0      | 0      | 3      | 3    |